# 投槍器

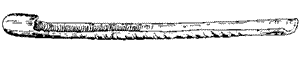
投槍器。

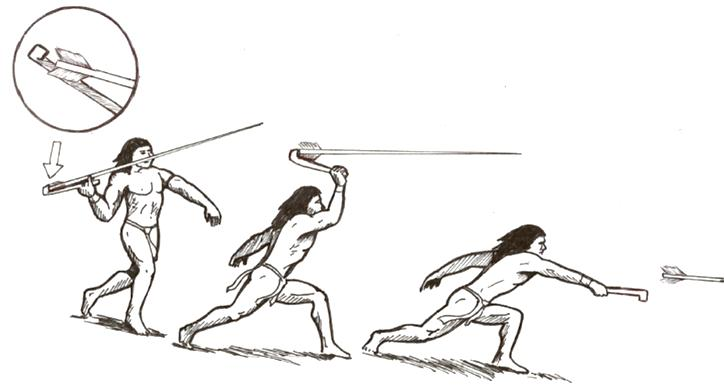

投槍器（發音：[ˈaʔt͡ɬat͡ɬ]）是一種利用槓桿原理來增加投槍的初速度的工具。其中一端有杓狀或鉤狀的支撐物來固定住投槍的尾端，使用者通常以一手抓住沒有杓狀或鉤狀物的那一端，以上臂和腕作動作將標槍投出。投槍器可以看作是手臂的延伸。這個延伸的長度可以使投擲者有更長的時間可以對標槍施力，讓標槍獲得更多動能即增加標槍飛離投擲者時的速度。使用投槍器很容易使投射物的初速超過150km/h。
投槍器在人的歷史早期就出現在世界各地。